# Arthur Grumiaux
Arthur Grumiaux (Villers-Perwin, 21 de marzo de 1921 - Bruselas, 16 de octubre de 1986) fue un violinista belga. Su forma de interpretar ha sido comparada a menudo con la del violinista belga Eugène Ysaÿe y con la del español Pablo Sarasate. El rey Balduino de Bélgica le concedió en 1973 el título de barón. 

## Biografía
Grumiaux nació en el seno de una familia proletaria pero muy amante de la música; fue su propio abuelo quien se preocupó de que tomara estudios musicales a la edad de cuatro años. Tocó el violín y el piano en el Quinteto Fernand, en el Conservatorio de Charleroi, donde ganó un primer premio a la edad de once años. Al año siguiente prosiguió sus estudios en el Real Conservatorio de Bruselas, donde recibió clase des Alfred Dubois y de Jean Absil (este último le impartió lecciones de contrapunto y fuga). Antes de los veinte años ya había recibido otros premios musicales, como el Vieuxtemps y el Prume, ambos en 1939. En 1940 el gobierno belga le concedió el Prix de Virtuosité. Durante estos años también recibió clases particulares de composición de George Enescu, en París.
Su primer gran concierto en Bélgica fue en 1929, en el Palacio de Bellas Artes de Bruselas, donde tocó el concierto para violín de Mendelssohn con la Orquesta Filarmónica de Bruselas dirigida por Charles Munch. Debido a la invasión nazi de Bélgica, Grumiaux interrumpió su carrera como concertista y se limitó a tocar privadamente, con pequeños grupos instrumentales, sin dar conciertos públicos. Por esta razón, su carrera internacional empezó con cierto retraso y no se inició hasta 1945, cuando  tocó en el Reino Unido junto a la Orquesta Sinfónica de la BBC. Pronto desarrolló una intensa actividad concertística en el extranjero, donde recibió apoyo del productor Walter Legge, para quien comenzó a grabar numerosos discos, especialmente con la Orquesta de la BBC o con el pianista Gerald Moore, aunque como intérprete de música de cámara se le recuerda sobre todo por su estrecha colaboración con la pianista Clara Haskil, cuya muerte en 1960 (se cayó por las escaleras en una estación de tren cuando se disponía a viajar para dar un concierto con Grumiaux) le afectó hondamente.
Fue nombrado profesor de violín en el Real Conservatorio de Bruselas, donde él había estudiado. Como docente, concedió gran importancia al fraseo, la calidad del sonido y la capacitación técnica del intérprete.
A pesar de su diabetes, Grumiaux mantuvo una intensa actividad como concertista (especialmente en Europa Occidental) y siguió grabando numerosos disccos. Murió repentinamente en Bruselas, con 65 años, en 1986

## Grabaciones
Grumiaux grabó más de treinta discos, casi todos producidos por Philips, aunque también participó en grabaciones comercializadas por EMI, Belart o Music & Arts. Grabó obras de Bach, Beethoven, Brahms, Mozart y Schubert, y también de Corelli, César Franck, Ravel, Debussy, Stravinsky y Alban Berg. Su versión de las Sonatas y partitas para violín solo de Johann Sebastian Bach está considerada como una de sus cimas discográficas y una de las mejores versiones de estas obras. Uno de los movimientos, la «Gavotte en rondeaux» de la Partita n.º 3 en la versión de Grumiaux es uno de los sonidos incluidos en el disco de oro de las sondas espaciales Voyager.
Estaba considerado un gran intérprete mozartiano. Grabó los cinco conciertos para violín del compositor austriaco junto a la Orquesta Sinfónica de Londres, dirigida por Colin Davis.
Además de las obras que grabó como solista, también participó en grupos de cámara. Así, grabó los quintetos de Mozart junto al Ensemble Grumiaux, y varias obras para trío con el Trío Grumiaux, compuesto por el propio Grumiaux y el matrimonio de músicos húngaros Georges Janzer (viola) y Eva Czako (violonchelo).

### Selección de su discografía
- Bach, Son. e part. vl. n. 1-6 - Grumiaux, 1961 Philips
- Bach: Complete Violin Sonatas - Arthur Grumiaux/Christiane Jaccottet/Philippe Mermoud, 1990 Philips
- Bach: Violin Concertos - Double Concertos, Arpad Gérecz/Arthur Grumiaux/Edo de Waart/Heinz Holliger/Herman Krebbers/Les Solistes Romands/New Philharmonia Orchestra, 1980 Philips
- Beethoven, Conc. vl./Conc. pf. n. 3 - Grumiaux/Kovacevich/Davis, Decca
- Beethoven, Conc. vl./Romanze vl. n. 1-2 - Grumiaux/Davis/Waart, 1970/1974 Philips
- Beethoven, Son. vl. e pf. n. 1-10 - Grumiaux/Haskil, 1956/1957 Philips
- Brahms, Tríos pf. n. 1-3/Trío corno - Beaux Arts/Grumiaux/Sebok, 1976/1979 Philips
- Corelli: 12 Sonatas for Violin & Harpsichord - Arthur Grumiaux/Riccardo Castagnone, 1975 Philips
- Fauré & Franck: Violin Sonatas - Arthur Grumiaux/György Sebök/Paul Crossley, 1990 Philips
- Mozart, Conc. vl. n. 1-5 - Grumiaux/Davis/LSO, 1964/1967 Philips
- Mozart, Son. vl. e pf. K.301, 304, 376 - Grumiaux/Haskil, 1958 Philips
- Mozart: String Quintets (Complete Mozart Edition) - Arpad Gérecz/Arthur Grumiaux/Eva Czako/Georges Janzer/Max Lesueur, Philips
- Complete Mozart Edition - The Violin Sonatas, Vol. 3 - Arthur Grumiaux/Walter Klien, Philips
- Mozart, Todas las grabaciones mozartianas - Grumiaux, Decca
- Paganini, Conc. vl. n. 1-4/Capricci - Grumiaux/Szeryng/Gitlis, Philips
- Ravel: String Quartet, Violin Sonata, Piano Trio - Arthur Grumiaux/Beaux Arts Trio/Istvan Hajdu/Cuarteto Italiano, 1996 Philips
- Classical Best, Arthur Grumiaux - Classic Music International
- Favourite Violin Encores, Arthur Grumiaux/Istvan Hajdu - 1995 Philips
- Classical Best - Arthur Grumiaux - Classic Music International

## Violines
Grumiaux tenía dos violines en propiedad, un guarneri de 1744 (llamado Rosa) y un Stradivarius de 1727, conocido como Ex-General Dupont. También poseyó otro construido por Jean-Baptiste Vuillaume en 1866, hoy conocido como ex-Grumiaux y que pasó a pertenecer a Jennifer Koh.
El último violero con el que trabajó Grumiaux fue Antoni Jassogne, en Bruselas.